# Madame Claude (film 2021)
Madame Claude è un film del 2021 diretto da Sylvie Verheyde.

## Trama
Nella Parigi di fine anni '60 Madame Claude è a capo di una fiorente attività dedita alla prostituzione e che le dà potere sia sul mondo politico che criminale dell'intera Francia. Ma la sua attività è più vicina alla fine di quanto pensasse.

## Distribuzione
Il film è stato distribuito sulla piattaforma Netflix a partire dal 2 aprile 2021.